# Liste der Monuments historiques in Squiffiec
Die Liste der Monuments historiques in Squiffiec führt die Monuments historiques in der französischen Gemeinde Squiffiec auf.

## Liste der Bauwerke
| Bezeichnung          | Beschreibung              | Standort | Kennzeichnung | Schutzstatus | Datum | Bild           |
| -------------------- | ------------------------- | -------- | ------------- | ------------ | ----- | -------------- |
| Kapelle von Kermaria | Erbaut im 15. Jahrhundert | (Lage)   | PA00089663    | Inscrit      | 1927  | weitere Bilder |

## Liste der Objekte

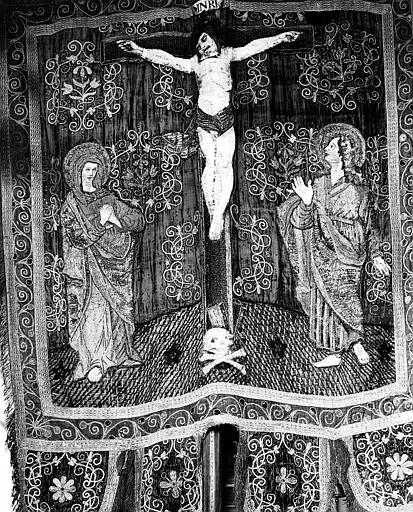
Prozessionsfahne in der Kirche St-Pierre-St-Paul

- Monuments historiques (Objekte) in Squiffiec in der Base Palissy des französischen Kultusministeriums

Siehe auch: Prozessionsfahne I (Squiffiec)